# رضوان حجری
رضوان حجری (عربی: رضوان حجري؛ زادهٔ ۵ مارس ۱۹۶۴) بازیکن سابق و مربی فوتبال اهل مراکش است.
از باشگاه‌هایی که در آن بازی کرده‌است می‌توان به باشگاه فوتبال اونیائو، باشگاه فوتبال بنفیکا، و باشگاه فوتبال الرجا اشاره کرد.
وی همچنین در تیم ملی فوتبال مراکش بازی کرده‌است.